# Fernand Lamy
Pour les articles homonymes, voir Fernand Lamy (cyclisme) et Lamy.
Fernand Lamy,  né le 8 avril 1881 à Chauvigny et mort le 18 septembre 1966 à Paris, est un compositeur, professeur de musique, chef d'orchestre et chef de chœur français.

## Biographie
C'était un disciple et un ami de Guy Ropartz. Il a écrit des ouvrages de référence sur ce grand compositeur. Il a notamment collaboré à la revue L'Harmonie du monde. 
Il a commencé sa carrière en travaillant sur la musique militaire. Il a été plus tard chef de chœur puis chef d'orchestre du Théâtre des Champs-Elysées. Il y dirigeait des ballets russes et travaillait avec Gabriel Astruc. Il a travaillé ensuite au conservatoire de Valenciennes, dont il a été le directeur, et a fondé en particulier l'Association des concerts symphoniques et la Société de musique de chambre. 
Parmi ses élèves, on peut notamment citer Robert Lannoy, Jean Bertrand et Roberto Benzi. 
Son fils est le pianiste et organiste Jacques Lamy.

## Sélection de publications
- Joseph-Guy Ropartz, choral varié, arrangé par Fernand Lamy, conducteur en si bémol, Paris, Evette et Schaeffer, 1911.
- Leçons d'harmonie données aux concours du Conservatoire de Nancy et publiées par Guy Ropartz, basses et chants, 28 pages, années 1907-1915, par Fernand Lamy, Georges Marty, Joseph-Guy Ropartz et Louis Thirion, Paris, Rouart, Lerolle, 1925.
- L'œuvre de Joseph-Guy Ropartz, La Revue musicale, avril 1931.
- L'enseignement du chant et l'éducation musicale, par Marcel Couraud, Georges Favre, Fernand Lamy, Raymond Loucheur et Vige Langevin, édité et préfacé par Raymond Loucheur, sous la direction d'Alexis Wicart, 156 pages, Paris, éditions Bourrelier, 1947.
- Joseph-Guy Ropartz, l'homme et l’œuvre, 112 pages, photos de Vincent d'Indy, Albéric Magnard, Guy Ropartz et buste par Geneviève Maire, Eugène Ysaÿe, fac-similé de l'écriture musicale de Guy Ropartz, catalogue de ses œuvres, Paris, Durand, 1948.
- Roger Désormière et son temps, dirigé par Igor Stravinsky, textes en hommage réunis par Denise Mayer et Pierre Souvtchinsky, 191 pages, avec catalogue des œuvres de Roger Désormière, articles de Georges Auric, Pierre Boulez, René Clair, Ralph Cusack, Luigi Dallapiccola, Ivan Devriès, Henri Dutilleux, Yvonne Gouverné, Fernand Lamy, François Lesure, Denise Mayer, Olivier Messiaen, Darius Milhaud, Henri Sauguet, Pierre Souvtchinsky, Igor Stravinsky, Paule Thévenin, Geneviève Thibault et Jean Wiener, Monaco, éditions du Rocher, 1966.

## Compositions
- Rustique, pour hautbois et piano ou orchestre, illustré par Marius Michel, 12 pages, Paris, Éditions musicales Alphonse Leduc, 1923.
- Rustique, pour hautbois et piano, Paris, Evette et Schaeffer, 1924.
- Sonnet de Ronsard sur la mort de Marie, pour quatre voix de femmes, un hautbois, un coranglais, un basson ou violon ou alto ou violoncelle, Paris, éditions Buffet-Crampon, 1929.
- Pastorales variées, partition de 19 pages, Paris, Durand, 1952.
- La Barque au crépuscule, poème de René d'Avril, musique de Fernand Lamy, pour chant et orchestre, réduction au piano par l'auteur, 29 pages, Nancy, Dupont-Metzger, 1969.